# یواس‌اس اسکیمر (ای‌ام‌سی-۵۳)
یواس‌اس اسکیمر (ای‌ام‌سی-۵۳) (به انگلیسی: USS Skimmer (AMc-53)) یک کشتی بود که طول آن ۹۷ فوت ۱ اینچ (۲۹٫۵۹ متر) بود. این کشتی در سال ۱۹۴۱ ساخته شد.